# Ken Watson
James Kenneth Watson (ur. 12 sierpnia 1904; zm. 26 lipca 1986), kanadyjski curler.
Watson urodził się w Minnedosie (Manitoba), jednak przeprowadził się później do Winnipeg. W curling zaczął grać w wieku 15 lat jako uczeń St. John's Technical High School. Swój pierwszy udział w Manitoba Bonspiel zgłosił w 1923, po raz pierwszy wygrał turniej w wieku 21 lat, w 1926. Watson wygrywał mistrzostwa Manitoby czterokrotnie w 1936, 1942, 1943 i 1949. Jako reprezentant prowincji trzykrotnie zdobywał tytuł mistrza kraju w 1936, 1942 i 1949 (the Brier 1943 odwołano z powodu II wojny światowej). Jako pierwszy Kanadyjczyk wygrał trzykrotnie the Brier.
W 1939 Watson ufundował i zorganizował pierwszy Prowincjonalny Turniej Szkół Wyższych w Manitobie (ang. Provincial High School Bonspiel in Manitoba). 
Watson był przewodniczącym Komitetu Curlingu Juniorów Manitoby, prezydentem Strathcona Curling Club, prezydentem Związku Curlingu w Manitobie i przewodniczącym Komitetu Curlingu Juniorów Dominion.
Ken Watson pisał do gazet artykuły o curlingu, był też autorem kilku książek poświęconym tej dyscyplinie. 

## Odznaczenia
- 1969 - wybranie do Kanadyjskiej Hall of Fame Sportu
- 1973 - wybranie do Kanadyjskiej Hall of Fame Curlingu
- 1975 - odznaczenie Orderem Kanady
- 1978 - Elmer Freytag Award
- 1980 - włączenie do Manitoba Sports Hall of Fame and Museum

## Książki
- Ken Watson on Curling, 1950